# Route européenne 533
Pour les articles homonymes, voir Route 533.
La route européenne 533 est une route reliant Munich à Innsbruck.